# ألان مكينتوش
ألان مكينتوش (بالإنجليزية: Alan McIntosh)‏ هو لاعب كرة قدم بريطاني في مركز الهجوم، ولد في 29 يوليو 1939 في لانديدنو في المملكة المتحدة. لعب مع كارديف سيتي.